# Fox Broadcasting Company
A Fox Broadcasting Company (em português: Companhia de Radiodifusão Fox), normalmente referida como Fox e estilizado como FOX, é uma emissora de televisão com sede nos Estados Unidos. É propriedade da Fox Corporation e desde o lançamento da emissora, em 9 de outubro de 1986, a Fox se tornou um dos canais mais assistido por jovens e adultos, principalmente pelos seus programas que abordam assuntos parcialmente destinados a este público. A Fox Broadcasting Company é atualmente a quarta rede de televisão mais assistida dos Estados Unidos, atrás da CBS, NBC e ABC.
A Fox esteve presente em todo o mundo, inclusive no Brasil, Austrália, Japão, Itália, Sérvia, Coreia do Sul, Espanha, Portugal, Turquia e América do Sul. A programação da Fox nesses países não era a mesma da Fox americana. A maioria dos espectadores no Canadá têm acesso, no mínimo, a uma afiliada da Fox americana.
O empresário republicano Rupert Murdoch fundou a FOX em virtude do estúdio 20th Century Fox, em essência graças a William Fox, que fundou um dos primeiros filmes da produtora hollywoodiana.
Em 14 de dezembro de 2017, a Walt Disney Co. anunciou a compra da 21st Century Fox por US$ 52,4 bilhões, porém a rede de TV aberta Fox Broadcasting Company, assim como outras propriedades televisivas (Fox News Channel, Fox Sports e outros) ficaram de fora do negócio bilionário e vão formar a FOX Corporation.

## História

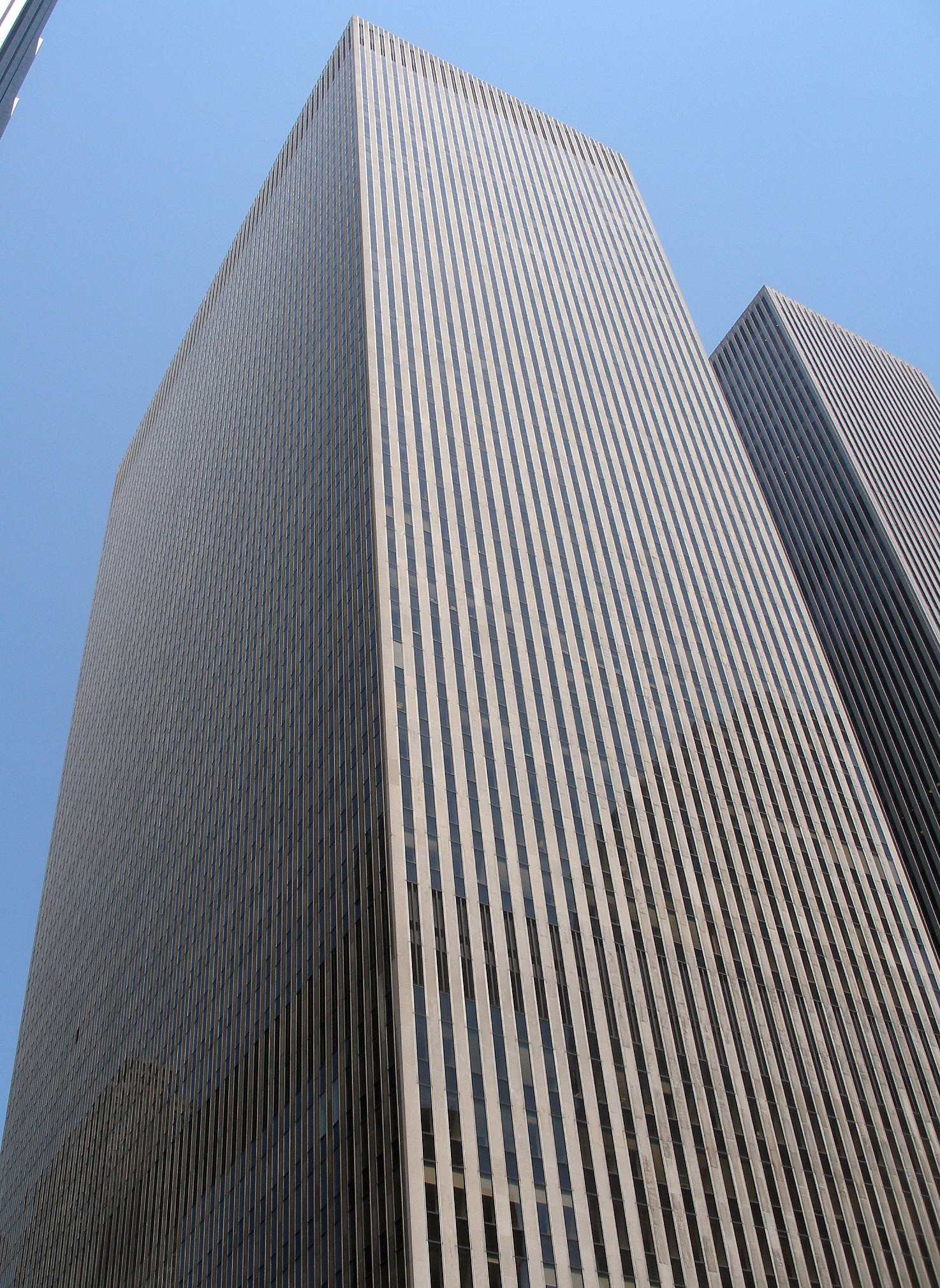
O 1211 Avenue of the Amercias, sede da empresa, em Nova York

O terreno para o lançamento da Fox iniciou-se em março de 1985, quando a News Corporation pagou 250 milhões de dólares por 50% da TCF Holdings, dona da 20th Century Fox. Em maio de 1985, a News Corporation concordou em pagar 1,55 bilhões de dólares para adquirir estações de televisão independente em seis grandes cidades dos Estados Unidos, sendo elas da empresa de Jonh Kluge, Metromedia. Essas estações foram: WNEW-TV, em Nova Iorque, WTTG, em Washington, DC, KTTV, em Los Angeles, HRIV-TV, em Houston, WFDL-TV, em Chicago, e KRLD-TV, em Dallas. Uma sétima estação, a filiada da ABC, WCVB-TV, em Boston, fazia parte da transacção inicial, porém a sua compra foi negociada separadamente, com a Hearst Corporation.
Em outubro de 1985, a 20th Century Fox anunciou suas intenções para formar um sistema independente de televisão que iria competir com as três maiores redes de televisão americanas (ABC, CBS, e NBC) O plano era juntar os estúdios da Fox com antigas redes da Metromedia, para produzir e distribuir programas. Esses planos foram interrompidos até a Metromedia adquirir soluções regulamentares. Em dezembro de 1985, Rupert Murdoch concordou em pagar 325 milhões de dólares para adquirir o resto do estúdio de seu parceiro, Marvin Davis. A compra das estações da Metromedia foi aprovada pela Comissão Federal de Comunicações americana, em março de 1986. As transmissoras de Nova Iorque e Dallas foram posteriormente renomeadas como WNYW (antiga WNEW-TV, em Nova Iorque) e KDAF (antiga DRLD-TV, em Dallas), respectivamente. Essas primeiras seis estações, que transmitiam para 22% dos lares americanos, tornaram-se conhecidas como Fox Television Stations Group (Grupo de Estações Televisivas Fox).
Exceto a KDAF (que foi vendida à Renaissance Broadcasting, em 1995, e tornou-se uma filiada do The WB na mesma época), todas as estações ainda pertencem à Fox atualmente. Clarke Ingram, que mantém ainda o website da falida DuMont Television Network, sugeriu que a Fox é a reencarnação da DuMont, já que a Metromedia sucedeu a DuMont Corporation, e as estações de televisão da Metromedia formaram o núcleo da Fox. Na verdade, WNYW (conhecida inicialmente como WABD) e WTTG foram as principais estações da rede DuMont.
A Fox é membro integral da Associação de Radiodifusoras Norte-Americanas.

### 1986: Nasce a quarta emissora
Em janeiro de 1986, Murdoch falou sobre a Fox: "Nós, na Fox estamos profundamente envolvidos no desenvolvimento de nossos programas. Serão programas sem restrições. As únicas regras que iremos seguir serão que esses programas sejam bons, interessantes, têm que entreter e têm que ser originais."
Em 6 de maio de 1986, Murdoch, juntamente com o recém-contratado chefe-executivo de operações da Fox e presidente, Barry Diller, e o comediante Joan Rivers, anunciaram os planos para a "FBC" ou a "Fox Broadcasting Company", que seriam lançados com um talk-show late-night diário, chamado The Late Show Starring Joan Rivers. Quando a Fox foi lançada, em 9 de outubro de 1986, era retransmitida por 96 filiadas, atingindo mais de 80% dos lares americanos. A Fox já tinha unido 90 estações independentes como afiliadas, incluindo algumas importantes, como KTVU, em Oakland, Califórnia, WTAF-TV, em Filadélfia, WKBD-TV, em Detroit, WTOG-TV, em São Petersburgo, Flórida, e KPTV, em Portland (Oregon), Oregon. Por outro lado, a ABC, a CBS e a NBC tinham entre 210 e 215 afiliadas cada, atingindo mais de 97% dos lares americanos. Apesar de transmitir apenas um programa, a emissora estava ocupada produzindo novos programas, com planos de aumentar a sua grade noturna.
Rivers se ausentou do programa em 1987, sendo que vários convidados especiais apresentaram-no durante alguns anos. Um convidado notável foi Arsenio Hall, que viria a ter seu próprio talk-show, de grande sucesso, apesar de ser transmitido em uma emissora independente e não na Fox (embora, após o fracasso de The Late Show a Fox ter decidido não produzir mais late night talk-shows, o programa de Hall foi transmitido em várias afiliadas da Fox).
Desde o início, a Fox se apresentou como uma emissora diferente, irreverente e jovem, se comparada com suas rivais. Seus primeiros programas em horário-nobre, que estrearam nas noites de Domingo a partir de 5 de abril de 1987, eram uma comédia sobre uma família disfuncional (Married… with Children) e uma série de variedades (The Tracey Ullman Show). O primeiro iria se tornar um enorme êxito para a emissora, totalizando 11 temporadas. Já o segundo daria origem à sitcom e desenho animado de maior duração da história dos Estados Unidos: The Simpsons, estreado em 1989. Outro sucesso imediato foi 21 Jump Street, um drama policial de uma hora de duração. A programação original de Domingo da Fox também incluía as sitcoms Duet e Mr. President.
A programação noturna de Sábado foi lançada durante 4 semanas, começando no dia 11 de julho de 1987, com vários programas que hoje já caíram no esquecimento: Werewolf, Women in Prison, The New Adventures of Beans Baxter e Second Chance.
Durante os próximos dois anos foram introduzidos os programas America's Most Wanted, que simulava crimes verídicos com o objetivo de conseguir capturar os criminosos, e COPS, um reality-show que documentava as atividades diárias dos agentes policiais. Ambos os programas estão entre os de maior duração da Fox, e são conhecidos por popularizarem a chamada 'reality television'. Em agosto de 1988, America's Most Wanted foi o primeiro programa da Fox a figurar entre os 50 mais vistos da semana, de acordo com a Nielsen Ratings. Em 2007, AMW e COPS ainda estavam em produção, sendo que os dois programas estão entre os programas de horário-nobre de maior duração da televisão.

### Anos 1990: Sucesso popular
Apesar de já ter alguns programas de sucesso, a Fox ainda não tinha uma participação significante no bolo publicitário até meados dos anos 1990, quando a News Corp. comprou mais grupos de redes de televisão. O primeiro foi o New World Communications, que havia assinado um acordo de afiliação com a Fox, em 1994. Mais tarde, em 2001, a Fox comprou várias emissoras detidas pela Chris-Craft Industries e suas subsidiárias, BHC Communications e United Television., o que fez dela uma das maiores proprietárias de redes de televisão dos Estados Unidos. Embora a Fox estivesse crescendo e se estabelecendo rapidamente como canal, ainda não era considerada um adversário às três grandes emissoras (ABC, CBS e NBC).
Porém, tudo mudou quando a Fox transmitiu a National Football League, "roubando" a transmissão da CBS, em 1993. Foi assinado um contrato para que a Fox pudesse transmitir a NFC, que incluiu a presença de Pat Summerall, John Madden, Dick Stockton, Matt Millen, James Brown, e Terry Bradshaw, todos da CBS. A princípio, muitos foram cépticos em relação a este acordo, porém o primeiro ano foi um grande sucesso, e a Fox estava definitivamente no bom caminho.
Até meados dos anos 1990, foram lançadas várias séries dramáticas direcionadas ao público jovem que se tornaram êxitos instantâneos: Beverly Hills, 90210, Melrose Place, New York Undercover e Party of Five. Em setembro de 1993, houve uma grande promoção a uma fracassada série western com elementos de ficção-científica, chamada The Adventures of Brisco County, Jr.. No entanto, foi A Série que estreou logo após essa série, Arquivo X, que viria a encontrar Grande sucesso, e seria o primeiro programa da Fox a entrar na lista de fim-de-ano dos 25 programas mais vistos do ano, da Nielsen Ratings.
A série cômica de sketches In Living Color, criou várias personagens memoráveis (e lançou as carreiras das futuras estrelas de cinema Jim Carrey, Damon Wayans, Keenen Ivory Wayans, Jamie Foxx, e da então dançarina Jennifer Lopez). MADtv, outro programa do mesmo gênero, tornou-se num forte adversário ao programa Saturday Night Live, da NBC.
Em 1993, a Fox reprogramou a série de sucesso The Simpsons, para que esta competisse diretamente com The Cosby Show, da NBC. Os Simpsons era uma das principais atrações da Fox às Quintas à noite durante o Outono de 1990 (juntamente com o futuro sucesso Beverly Hills, 90210), após apenas meia temporada de sucesso aos Domingos à noite (o programa foi programado para ajudar a lançar Martin, outro sucesso da Fox, em 1992; The Simpsons voltaram para os Domingos à noite no Outono de 1994.)
Alguns programas memoráveis que estrearam na segunda metade da década de 1990 incluíram a dramédia Ally McBeal e a sitcom tradicional That '70s Show, a segunda sitcom filmada ao vivo de maior duração da Fox, atrás de Married… with Children.
Devido à popularidade de The Simpsons, a Fox foi relativamente bem-sucedida com séries de animação. King of the Hill começou em 1997 e foi cancelada em 2009; Family Guy começou em 1999, e foi cancelada em 2002, mas a emissora produziu novos episódios, que começaram em 2005, devido às grandes vendas em DVD e à grande audiência das reprises do programa na televisão a cabo, no programa Adult Swim, da Cartoon Network, American Dad, que começou em 2005, e The Cleveland Show, que começou em 2009. Outros programas de menor sucesso incluíram The Critic, que estrelava Jon Lovitz, do Saturday Night Live, e que originalmente havia sido transmitido na ABC e depois mudou para a Fox antes de ser cancelado, e The PJ's, que foi transmitido mais tarde na The WB.

### Anos 2000: O efeitoAmerican Idol
Durante 1999 e o começo dos anos 2000, a Fox teve indiscutivelmente alguns pontos baixos. Vários programas da década de 1990 haviam acabado ou estavam em declínio. Durante esse período, a Fox decidiu apostar em reality shows focados em assuntos vistos muitas vezes como extravagantes, chocantes, e/ou de mau gosto. Estes incluíam programas como Who Wants to Marry a Multi-Millionaire?, Temptation Island, e Married by America. De todos, o de maior sucesso foi Joe Millionaire, cujo final da primeira temporada foi assistido por mais de 40 milhões de pessoas, embora a segunda temporada tenha sido uma desilusão em termos de audiência. Na mesma fase, a Fox também estreou programas semanais como World's Wildest Police Videos e When Animals Attack!.
Após o fracasso de muitos destes programas, a emissora voltou a obter audiências consideráveis com aclamadas séries dramáticas, tais como 24 Horas, O.C.: Um Estranho no Paraíso, Dr. House e Bones, e séries cômicas como The Bernie Mac Show e Malcolm in the Middle. Em 2005, o programa de maior sucesso da Fox foi de longe o caça-talentos American Idol, que chegou a ser assistido por 37 milhões de pessoas em certos episódios e terminou as temporadas 2004-05 e 2005-06 como o programa mais assistido dos Estados Unidos Dr. House, transmitido após Idol nas noites de Terça, e após tendo sido reprisado com sucesso durante o Verão de 2005, ficou posicionado entre os 10 programas mais vistos em sua temporada 2005-06.
A Fox teve um marco histórico de audiências em fevereiro de 2005, sendo este seu primeiro mês de estreias no qual a emissora conseguiu se posicionar em 1º lugar nas audiências. Isto aconteceu devido à transmissão do Super Bowl XXXIX, e devido à popularidade de American Idol, 24 Horas, Dr. House, e O.C.: Um Estranho no Paraíso. No final da temporada televisiva 2004-05, a Fox ficou em 1º lugar entre o público na faixa etária 18-49 anos. Em 21 de Maio de 2008, a emissora ficou em 1º lugar também em termos gerais de audiência pela primeira vez, destronando a CBS, devido ao sucesso dos programas Super Bowl XLII e American Idol.
Estima-se que em 2003, a Fox pode ser assistida por 96,18% de todos os lares americanos, atingindo 102 565 710 lares nos Estados Unidos.[carece de fontes?] A Fox tem 180 emissoras afiliadas em VHF e UHF nos Estados Unidos e suas possessões. A Fox começou a transmitir em alta-definição em 12 de setembro de 2004, com uma série de jogos da NFL.
Existem rumores de que Alex Hirsch esteja trabalhando em uma nova série para a FOX: a serie deve ser baseada em Gravity Falls, seu último e mais famoso trabalho.

## Programação
Em 2015, a Fox oferecia 19 horas de programação de rede programada regularmente a cada semana. A rede oferecia quinze horas de programação no horário nobre para as estações próprias e operadas e afiliadas de segunda a sábado, das 8h00 às 22h00 e aos domingos, das 7h00 às 22h00 (todos os horários das regiões Leste e Pacífico) Uma hora de programação noturna também era oferecida aos sábados das 23h00 às 12h00 horas Eastern e Pacific Time, uma antiga hora de comédia original, sendo posteriormente uma hora de repetição para séries de horário nobre (embora a programação para essa hora varie dependendo o mercado devido a noticiários locais atrasados no tradicional horário 11h00 - 10h00 em algumas estações da Fox) no tradicional horário 11h00-10h00 em algumas estações da Fox). A programação diurna de fim de semana consistia na programação pagablock Weekend Marketplace (veiculação aos sábados das 10h às 12h, embora o bloco não fosse carregado por todos os afiliados e, em algumas áreas, seja oferecido a outra estação no mercado), e a hora do domingo de manhã política show de discussão - e o único programa de notícias nacional da rede - Fox News Sunday com Chris Wallace (transmitido das 9h00 às 10h00 no Leste e Pacífico, embora o horário também varie de acordo com o mercado devido a notícias locais ou programação de assuntos públicos).
A programação esportiva também é fornecida; geralmente nos finais de semana (embora não todo final de semana), e mais comumente entre as 11h00 e as 16h00 ou até 20h00 aos domingos (geralmente ao ar durante mais horas durante a temporada de futebol, um pouco menos durante Temporada NASCAR); entre as 3h00 e as 19h00 (durante a temporada de beisebol e colégio) ou às 12h00 (durante a temporada de basquete universitário) nas tardes de sábado; e durante o horário nobre em certas noites de sábado. O horário nobre de sábado - se qualquer programação esportiva está programada para uma semana específica naquela noite - atualmente varia entre UFCs ocasionais eventos, Major League Baseball, ou cobertura NASCAR no final do inverno e início da primavera / verão, e cobertura de futebol universitário durante o outono. A maior parte da programação do horário nobre da rede é produzida por uma empresa de produção pertencente à controladora da Fox 21st Century Fox, geralmente a 20th Century Fox Television ou a Fox 21 Television Studios.

### Animação para adultos
Tipicamente todo domingo à noite durante o horário nobre (a não ser que seja antecipado, geralmente por transmissões esportivas), Fox exibe uma série de animações adultas originais. Este bloco de desenhos animados adultos tornou-se um marco da rede - transmitindo sob a marca Animation Domination de 1 de maio de 2005 a 14 de setembro de 2014, quando a rede rebatizou o bloco como Sunday Funday como resultado da reincorporação de série de comédia de ação na programação de domingo à noite depois de dez anos (além de séries exibidas em outras noites durante as 19h00 horas da costa leste/pacífico), embora séries animadas continuem sendo parte integrante do programa daquela noite.
Os primeiros programas a serem exibidos como parte da programação do Animation Domination foram o American Dad! (que também teve seu início na programação, e se mudou para a TBS em outubro de 2014), Family Guy (que retornou à rede após um cancelamento de três anos quando a Animation Domination começou), The Simpsons (o desenho animado mais antigo da Fox, antecedendo a formação em 16 anos) e King of the Hill (que também antecedeu a formação em oito anos). Shows animados atualmente exibidos como parte da programação incluem Family Guy, The Simpsons e Bob's Burgers. Além de King of the Hill, séries que já foram ao ar na programação incluem Sit Down, Shut Up, Allen Gregory, Napoleon Dynamite e o The Cleveland Show.
Um do bloco de horário nobre de domingo chamado "Animation Domination High-Def" lançado no sábado à noite em julho de 2013 (marcando o retorno da programação de primeira execução naquele período desde o cancelamento de 2010 do The Wanda Sykes Show), com TDAH Shorts, Axe Cop e High School EUA!. Devido à baixa audiência, a Fox anunciou em 17 de abril de 2014 que não continuaria "Animation Domination High-Def", embora o bloco estivesse programado para terminar em 28 de junho de 2014, continuou a ir ao ar em forma de encore até o início da temporada 2016-17, quando a hora retornou ao ar encore de comédias ou séries de reality shows.
Em janeiro de 2018, a cantora americana Fergie, estreou como apresentadora no canal, o reality show musical, The Four. O programa foi ao ar, em seis episódios, e se tornou a série da Fox, mais assistida em quase quatro anos. O sucesso do programa em nível de audiência nos Estados Unidos, garantiu à Fergie uma segunda temporada em junho de 2018.

### Programação infantil
A Fox começou a transmitir programação infantil em 8 de setembro de 1990 com a estreia da Fox Children's Network (rebatizada Fox Kids Network em 1991, e depois Fox Kids em 1998), um programa que foi ao ar nas manhãs de sábado e nas tardes de semana. A programação dentro do bloco Fox Kids consistia principalmente em séries animadas, embora também contivesse algumas séries de live-action como parte da programação. Os shows apresentados no bloco incluíram Bobby's World, X-Men, Homem-Aranha, The Tick e Goosebumps também foi ao ar alguns progamas selecionados da Warner Bros. Animation incluindo a popular série animada Tiny Toon Adventures, Animaniacs e Batman: The Animated Series (a Warner Bros puxou Batman e Animaniacs da formação Fox Kids em setembro de 1995, movendo ambos aos progamas, assim como a Tiny Toons (que já havia terminado sua exibição) para o recém-lançado bloco Kids 'WB no The WB). A série mais bem sucedida da Fox Kids, no entanto, foi Mighty Morphin Power Rangers (da eventual empresa irmã e co-mãe da Fox Kids Saban Entertainment), que estreou em 1993 e se tornou o principal programa do bloco até ir para a ABC e Toon Disney em 2002.
Em outubro de 2001, a Fox vendeu a divisão infantil Saban Entertainment e a Fox Family Worldwide (subsidiária controladora da rede a cabo Fox Family Channel, agora Freeform) para a The Walt Disney Company por US$ 5,3 bilhões.